# Юзлаг
Юзла́г (Юго-западный исправи́тельно-трудово́й ла́герь, укр. Південно-західний виправно-трудовий табір) — табірний підрозділ, що діяв у структрурі «Дальстрой».

## Історія
Юзлаг був організований 20 вересня 1949 року. Управління Юзлага розташовувалося у селищі Сейчман (Магаданська область). В оперативному командуванні спочатку підпорядковувався Головному управлінню виправно-трудових таборів «Дальстрой», а пізніше Управлінню північно-східних виправно-трудових таборів Міністерства юстиції СРСР (УПСВТТ МЮ), яке пізніше було включено до складу Міністерства внутрішніх справ СРСР. 
Максимальна кількість в'язнів досягала 5238 осіб (станом на 22 травня 1951 року; з них 1112 - жінки, 1167 були осуджені за статтею 58 КК РРФСР від 1926 року (контрреволюційна діяльність))
Юзлаг завершив своє існування у період часу між 1 січня 1954 і 17 березня 1955 року.

## Виробництво
Основним видом виробничої діяльності в'язнів був видобуток золота, олова, кобальту, гірські роботи і промислове будівництво.